# Xian de Rinbung
Le xian de Rinbung (tibétain : རིན་སྤུངས་རྫོང, Wylie : rin spungs rdzong, pinyin tibétain : Rinbung Zong ; chinois simplifié : 仁布县 ; pinyin : Rénbù Xiàn) est un district administratif de la région autonome du Tibet en Chine. Il est placé sous la juridiction de la ville-préfecture de Xigazê.

## Démographie
La population du district était de 30 694 habitants en 1999.